# Carpoforo Mazzetti Tencalla
Carpoforo Antonio Salvatore Mazzetti Tencalla (Bissone, 13 agosto 1685 – Venezia, 25 ottobre 1743) è stato un pittore, scultore e stuccatore svizzero.

## Biografia
Nipote di Carpoforo Tencalla, si sposta a Venezia giovanissimo per entrare nella bottega di Abbondio Stazio.
Collaborerà col suo maestro per tutta la sua vita artistica, lavorando in numerosi palazzi della città lagunare.